# Vindicated
Vindicated è un singolo discografico del gruppo musicale Dashboard Confessional, pubblicato nel 2004. Il brano fa parte della colonna sonora del film Spider-Man 2 ed è anche incluso nel quarto album in studio del gruppo Dusk and Summer.

## Tracce
- Maxi Singolo (UK)

1. Vindicated – 3:20
2. The Warmth of the Sand – 4:17
3. Hands Down – 3:07

## Video
Il videoclip della canzone è stato diretto da Nigel Dick.